# Igor' Pyvin
Igor' Vjačeslavovič Pyvin (in russo Игорь Вячеславович Пывин?, traslitterazione anglosassone: Igor Vyacheslavovich Pyvin; 4 agosto 1967) è un ex calciatore e allenatore di calcio russo, di ruolo difensore.

## Carriera

### Calciatore
Pyvin vestì le maglie di Strela Voronezh, Khimik Semiluki, Buran Voronezh, Fakel Voronež (per cui giocò 7 partite nella Vysšaja Liga 1992), Strindheim e Lokomotiv Liski.

### Allenatore
Ha allenato Lokomotiv Liski e la relativa formazione riserve, Zenit Penza, Fakel Voronež e Trans Narva.